# За произхода на днешните гърци
„За произхода на днешните гърци“ от германския историк Якоб Фалмерайер е кратко и обобщено историко-етнографско и теренно проучване на произхода на населението на кралство Гърция от 1835 г., т.е. непосредствено преди възникването на съвременната гръцка държавност.
Изследването по конюнктурно-политически съображения е прието зле от баварското правителство, чиято управляваща династия е заела гръцкия трон в началото на т.нар. баварократия. Авторът е упрекван в панславизъм и славянофилство – едновременно.
Етнографски Фалмерайер обосновава теорията, че в по-голямата си част населението на онова гръцко кралство от началото на XIX век няма античен етнически произход, т.е. не е пряк наследник на елините. Това съждение се приема „на нож“ от филелинистите.
Според други две книги на автора, оформени в „История на полуостров Морея през Средновековието“, населението на Пелопонес също е в значима част славянско и арванитско, както и това на Континентална Гърция – славянско на север от планините на Пинд, започвайки от Тополия на изток , и достигайки до Вулкария на запад.